# Campionato georgiano di calcio a 5 2004-2005
Il Campionato georgiano di calcio a 5 2004-2005, detto Supreme League, è stato l'undicesimo Campionato georgiano di calcio a 5 e si è svolto nella stagione 2004-05.

## Stagione regolare
| Pos | Squadra             | Pti | G  | V  | N | P  | GF  | GS  |
| --- | ------------------- | --- | -- | -- | - | -- | --- | --- |
| 1   | Sarangi Tbilisi     | 47  | 18 | 15 | 2 | 1  | 187 | 69  |
| 2   | Iberia 2003 Tbilisi | 47  | 18 | 15 | 2 | 1  | 175 | 79  |
| 3   | Imedi Tbilisi       | 34  | 18 | 11 | 1 | 6  | 108 | 95  |
| 4   | Achara Tbilisi      | 24  | 18 | 8  | 0 | 10 | 112 | 163 |
| 5   | Guria Lanchxuti     | 22  | 18 | 7  | 1 | 10 | 94  | 110 |
| 6   | Qartli Gori         | 9   | 18 | 3  | 0 | 15 | 76  | 174 |
| 7   | Academia Tbilisi    | 3   | 18 | 1  | 0 | 17 | 43  | 105 |

## Play-off

### Girone A
| Pos | Squadra             | Pti | G | V | N | P | GF | GS |
| --- | ------------------- | --- | - | - | - | - | -- | -- |
| 1   | Iberia 2003 Tbilisi | 6   | 2 | 2 | 0 | 0 | 21 | 7  |
| 2   | Achara Tbilisi      | 1   | 2 | 0 | 1 | 1 | 12 | 17 |
| 3   | Qartli Gori         | 1   | 2 | 0 | 1 | 1 | 7  | 16 |

### Girone B
| Pos | Squadra         | Pti | G | V | N | P | GF | GS |
| --- | --------------- | --- | - | - | - | - | -- | -- |
| 1   | Sarangi Tbilisi | 6   | 2 | 2 | 0 | 0 | 9  | 4  |
| 2   | Imedi Tbilisi   | 3   | 2 | 1 | 0 | 1 | 9  | 5  |
| 3   | Guria Lanchxuti | 0   | 2 | 0 | 0 | 2 | 4  | 13 |

### Finale
| Squadre               | Gara1     | Gara2 | Gara3 |
| --------------------- | --------- | ----- | ----- |
| Iberia 2003 - Sarangi | 4-7 (DTS) | 10-3  | 4-1   |